# Integrierte Gesamtschule Franzsches Feld

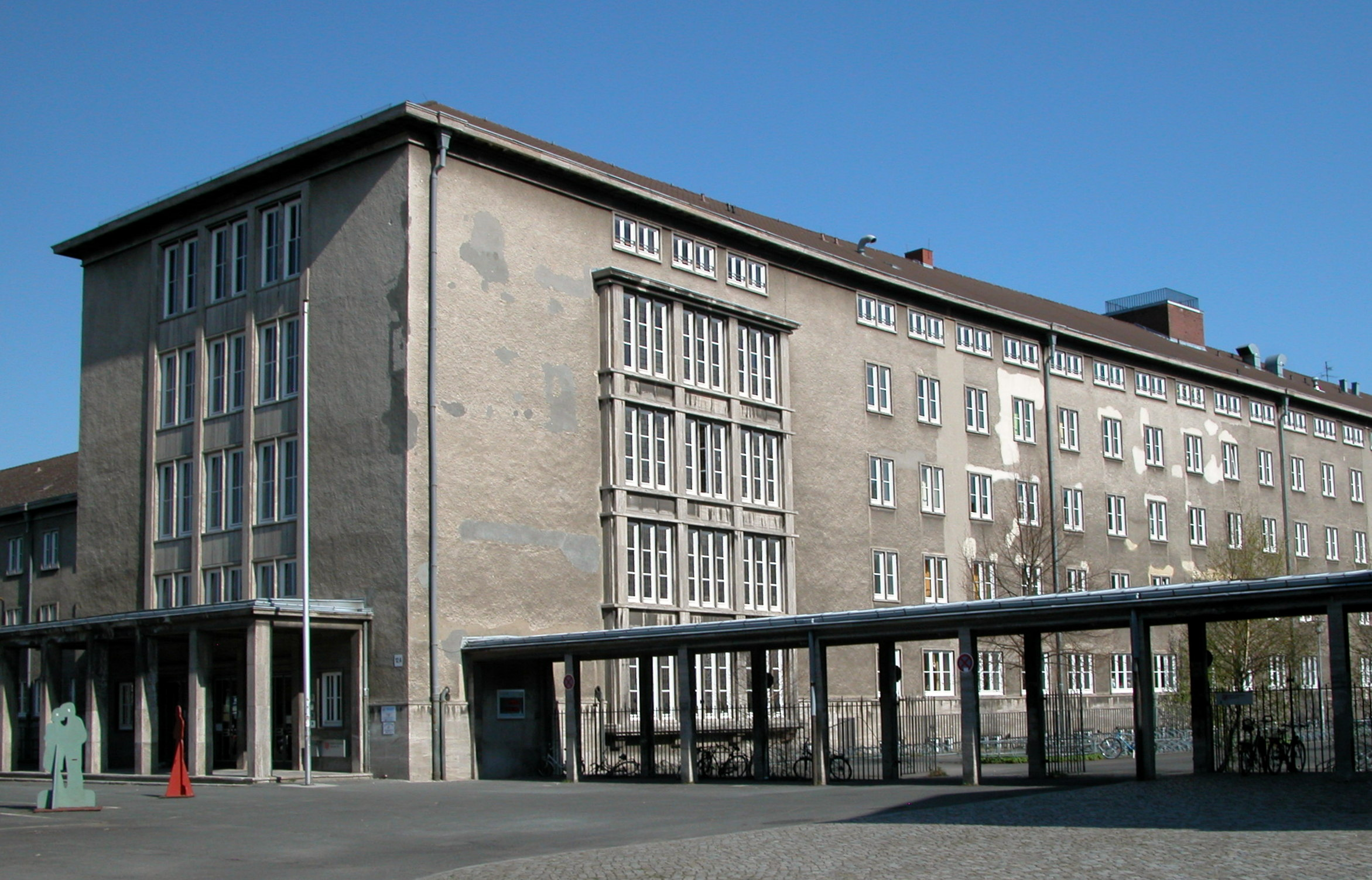
IGS Franzsches Feld

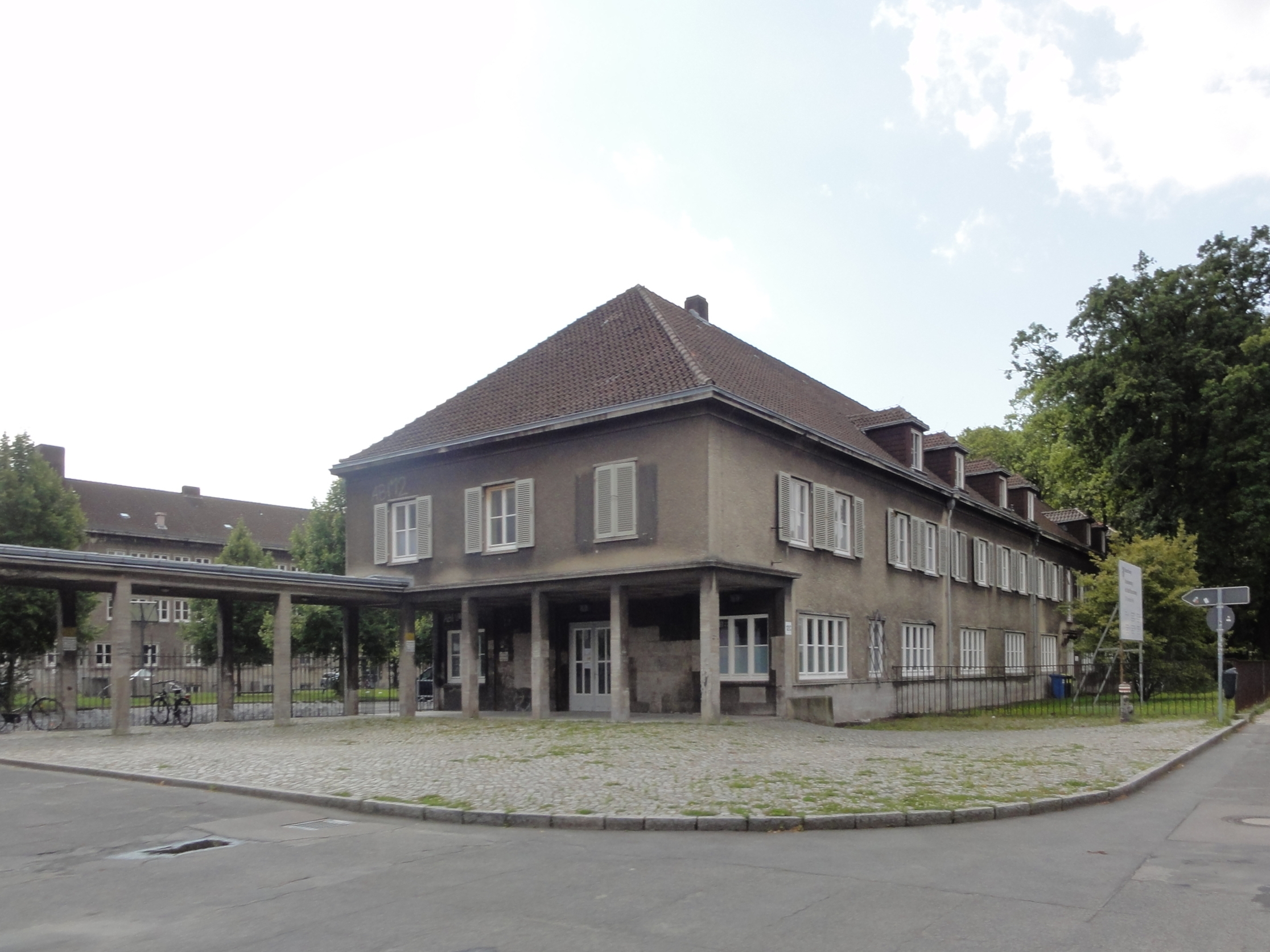
IGS Franzsches Feld

Die Integrierte Gesamtschule Franzsches Feld (Eigenschreibweise IGS:FF) ist eine Gesamtschule im Östlichen Ringgebiet von Braunschweig nahe dem Franzschen Feld und dem Nußberg. 2006 gewann sie den Deutschen Schulpreis.
Die IGS Franzsches Feld besuchen circa 850 Schüler, die von knapp 100 Lehrern unterrichtet und von vier pädagogischen Mitarbeitern unterstützt werden. Die Schule besteht seit dem 1. September 1989. Sie wird als eine nach dem Jahrgangsprinzip arbeitende und gebundene Ganztagsschule geführt. Es handelt sich um eine vierzügige Integrierte Gesamtschule mit den Klassenstufen 5 bis 10 und gymnasialer Oberstufe (Profiloberstufe) eingerichtet.
Die Anzahl der Anmeldungen übersteigt bei Weitem die freien Plätze, sodass ein Losverfahren über die Aufnahme für die fünfte Jahrgangsstufe entscheidet.

## Sekundarstufe 1
In der Sekundarstufe I gibt es in jedem Jahrgang vier Jahrgangsstufen mit ca. 26 Schülern. Jede Klasse wird von zwei Tutoren betreut; sie bleiben während der gesamten Sekundarstufe I die Klassenlehrer. Die Schüler haben an drei Nachmittagen Pflichtunterricht (Montag, Mittwoch und Donnerstag).
Die Tages- und Wochenstruktur der Sekundarstufe I ist gekennzeichnet durch einen offenen Anfang (Anwesenheitspflicht für alle Schüler und Lehrer in der ersten Stunde), im Tagesverlauf länger werdende Pausen sowie Tutorenstunden am Wochenanfang und am Wochenschluss. Zusätzlich gibt es vielfältige Arbeitsgemeinschaften in der Mittagsfreizeit und am Dienstagnachmittag.
In zwei Unterrichtsvorhaben pro Schuljahr werden bestimmte Themen fächerübergreifend behandelt. Nebenbei finden Jahrgangsversammlungen, Projekttage und thematische Tage statt.
Im Wahlpflichtbereich I ab Jahrgangsstufe 7 werden die fächerübergreifenden Lernfelder Natur-Mensch-Technik, Technische Welt und musisch-kulturelle Bildung sowie Französisch oder Spanisch als zweite Fremdsprache angeboten. Im Wahlpflichtbereich II in Klasse 9 werden weitere fachliche und fachübergreifende Kursangebote angeschlossen.
Differenzierung
Es besteht in der Sekundarstufe I ein stufenbezogenes Differenzierungskonzept. Dieses schließt eine äußere Fachleistungsdifferenzierung im 5. und 6. Jahrgang aus und schließt Stufenweise ein förderorientiertes, flexibles und auf Unterrichtseinheiten bezogenes Kern-Kurs-System auf zwei Anspruchsebenen in Mathematik und Englisch im 7. bis 10., für Deutsch und Naturwissenschaft im 9. und 10. (Grundkurse und Erweiterungskurse).
Zeugnisse
Detaillierte Lernentwicklungsberichte, bestehend aus Schülerbericht (Selbsteinschätzung), Tutorenbericht und Fachberichten, ersetzen in den Jahrgangsstufen 5–8 die Notenzeugnisse und ergänzen sie in den Klassen 9 und 10.

## Sekundarstufe 2
In der gymnasialen Oberstufe (Klasse 11–13) gibt es vier Profile:
- E:MU – Experiment Mensch-Umwelt (Schwerpunktfächer: Biologie, Erdkunde, Chemie)
- Kult (Schwerpunktfächer: Kunst, Deutsch, Geschichte)
- Deep (Schwerpunktfächer: Deutsch, Englisch, Politik)
- Einstein (Schwerpunktfächer: Mathematik, Geschichte, Physik, Politik)

Der Ausgangspunkt für die Profiloberstufe war das Ziel, die nach 1972 eingeführte Kursstufe der gymnasialen Oberstufe in zwei Punkten weiterzuentwickeln. Durch die Änderungen der Oberstufenordnung mussten an der originären Profiloberstufe der IGS:FF Anpassungen vorgenommen werden, aber die Grundidee sollte erhalten bleiben bzw. weiterentwickelt werden:
- Schaffung verbindlicher soziale Strukturen und Förderung von Schüler- sowie Lehrerkooperation.
- Fortführung des zentralen Arbeitsansatzes der Gesamtschule in der gymnasialen Oberstufe durch themenorientiertes, fächerverbindendes oder gar fächerübergreifendes Lernen.

## Konferenzsystem und Mitbestimmung
Die IGS:FF zeichnet sich durch ein großes Maß an Mitbestimmung von Schülerschaft, Elternschaft und Lehrerschaft aus.
In jedem Jahrgang gibt es ein Jahrgangsteam aus den dort eingesetzten Tutoren, das die Arbeit unter den Klassen eines Jahrganges koordiniert.
Des Weiteren besteht für jeden Fachbereich eine Fachkonferenz. An dieser nehmen alle Fachlehrer sowie ein Schüler- und ein Elternvertreter teil.
Höchstes Beschlussorgan der Schule ist die Gesamtkonferenz. In dieser sitzen alle Lehrer und Mitarbeiter der Schule sowie jeweils zwei Schüler- und zwei Elternvertreter pro Klasse.

### Schülervertretung (SV)
Jede Klasse entsendet jeweils zwei Vertreter in die einmal wöchentlich am Freitag in der 5. Stunde stattfindende SV-Sitzung. Aus ihrer Mitte wählt diese Versammlung ein sechsköpfiges SV-Team, dass die Stellung der Schülersprecher übernimmt und die allgemein anfallende SV-Arbeit erledigt und u. a. die SV-Sitzungen leitet, Aktionen plant und Projekte anstößt und umsetzt. Zur Planung und Organisation von Feier- und Gedenktagen hat die SV das Gremium Gedenktag gegründet. Das SV-Team besteht aktuell aus: Thede Böschen, Jamil Collas Joo, Arian Schmidt Munoz, Felicitas Mumme, Magnus Kreith und Till Dedekind (Stand Juli 2025).
Zudem wählt die SV alle zwei Jahre eine oder mehrere SV-Lehrkräfte, die die SV beraten und unterstützen. Aktuell sind Frau Schmidt und Herr Hain die gewählten SV-Lehrkräfte (Stand Juli 2025).
Auswahl von Aktionen und Projekten der SV:
- 26.03.2022: Bildung eines Peace-Zeichens mit allen Schülern als Reaktion auf den Russischen Überfall auf die Ukraine 2022 in Koordination durch den Stadtschülerrat Braunschweig gemeinsam mit 19 weiteren Schulen[5][6].
- 23.11.2022: Veranstaltung eines Sponsorenlauf auf dem BSC-Acosta Sportplatz um Geld für Amnesty International anlässlich der Fußball-Weltmeisterschaft 2022 in Katar und der dortigen Menschenrechtsverletzungen zu sammeln und ein Zeichen gegen den aus Sicht der SV falsch gewählten Austragungsort zu setzen. Die Oswald-Berkhan-Schule aus Braunschweig beteiligte sich ebenfalls.[7]
- 02.2023: Durchführung einer Sachspendensammelaktion für die Betroffenen der Erdbeben in der Türkei in Zusammenarbeit mit anderen Braunschweiger Schulen und dem Stadtschülerrat Braunschweig[8].
- 20.06.2024: Aufstellung von drei Mülleimern auf dem Schulhof durch die Stadt Braunschweig nachdem die SV ein Konzept zur Müllentsorgung von SV-Teammitglied Thede Böschen auf dem Schulhof erarbeitet und beschlossen hatte.

Jährlich stattfindende Aktionen und Projekte der SV:
- Holocaustgedenktag (27. Januar): Alljährlich informiert die SV durch Plakate und in den SV-Sitzungen über den Holocaustgedenktag und klärt über die Verbrechen und Opfer des Holocaust auf. Hierbei wird auch zur Teilnahme an der von der Gedenkstätte Schillstraße jährlich veranstalteten Gedenkveranstaltung aufgerufen und an dieser teilgenommen[9]. Im Jahr 2025 legte das SV-Team der IGS FF gemeinsam mit dem Gremium Gedenktage einen Kranz bei der Gedenkveranstaltung nieder[10].
- Tag der Befreiung (8. Mai): Um den Opfern des Nationalsozialismus zu Gedenken und an die Befreiung durch die Alliierten zu Erinnern, organisiert die SV alljährlich zum Tag der Befreiung vom Nationalsozialismus ein gemeinsames Stolpersteine putzen mit freiwilligen Schülern und Lehrkräften[11].
- Nikolausaktion (06. Dezember): In Zusammenarbeit mit anderen Braunschweiger Schulen werden jedes Jahr im Vorfeld vom Nikolaus Nikolauszettel verkauft, mit denen Schüler eine Grußbotschaft und Schokolade an Mitschüler der teilnehmenden Schulen schicken können. 2024 wurde diese Aktion durch den Stadtschülerrat Braunschweig organisiert[12].

## Vorgeschichte
Am 1. November 1936 legte Hermann Göring den Grundstein für das Gebäude und wurde zur selben Zeit auch zum Ehrenbürger der Stadt Braunschweig ernannt. Für den Neubau wurden nur „rein deutsche“ Baumaterialien aus der Bayerischen Ostmark verwendet. Am 30. März 1938 wurde das Stabsgebäude nach siebzehnmonatiger Bauzeit eingeweiht und das Luftwaffengruppenkommando 2 (später das Luftflottenkommando 2) zog in sein neues Hauptquartier am SA-Feld, dem heutigen Gebäudekomplex der IGS Franzsches Feld, ein. Der Luftwaffenstützpunkt Braunschweig galt als der größte in Nordwestdeutschland. Von dort aus führte eine breite Prachtstraße zum Reichsjägerhof.
Seit 1989 wird der Gebäudekomplex durch die Integrierte Gesamtschule Franzsches Feld, die Freie Schule Braunschweig e. V. und als Sitz des Kreiswehrersatzamtes Braunschweig genutzt. Die Bundeswehrliegenschaft wurde 2014 geschlossen.

## Schulgeschichte
Am 1. April 1949 wurde im Gebäude des ehemaligen Luftflottenkommandos eine „Niedersächsische Erziehungsstätte“ eingerichtet. Sie verwaltete die neue „Volksschule Franzsches Feld“, die sich bereits seit dem 17. Oktober 1948 im Gebäude befand, und die am 1. April 1949 in eine „Aufbauschule für Jungen und Mädchen“ umgewandelt wurde. Deren Leiter wurde das ehemalige Mitglied der Sozialistischen Studentengruppe Braunschweig, Bernhard Winschewski (* 24. Juni 1908 in Schöningen), der anschließend auch Leiter der ebenfalls dort untergebrachten Niedersächsischen Erziehungsstätte wurde. Ebenfalls mitverwaltet wurden das „Waisenhaus“ und die „Fachschule für Kindergärtnerinnen“, die sich seit Oktober 1948 in diesem Gebäude befanden sowie die „Landeswohlfahrtsschule für Ausbildung der Wohlfahrtspflegerinnen“, die von Hannover nach Braunschweig verlegt worden war.

### Volksschule bzw. Hauptschule Franzsches Feld
Eine Volksschule, später „Hauptschule Franzsches Feld“, gab es in den Jahren 1949 bis 1991. Sie wurde mit Gründung der IGS Franzsches Feld endgültig aufgelöst. Zum Konzept dieser Schule, die zunächst mit zu hohen Schülerzahlen, zu kleinen Räumlichkeiten und dem unterschiedlichen Bildungsgrad der Kinder und Jugendlichen zurechtkommen musste, gehörte die Erprobung neuer Wege, um das Lesen und Schreiben zu erlernen. Hierfür wurde in enger Zusammenarbeit mit der Raabeschule der Schulversuch „Differenzierter Mittelbau“ eingeführt. Dieser gab bereits eines der zentralen Konzepte der späteren Gesamtschulen vor, das längere gemeinsame Lernen der Schüler nach dem vierjährigen Besuch der Grundschule. In den Jahren 1978 bis 1988 gingen die Schülerzahlen und somit auch die Klassengrößen an der Hauptschule Franzsches Feld zurück. Sieben der bis dahin 14 existierenden Hauptschulen stellten ihren Schulbetrieb ein. Daher wurde nach neuen Konzepten gesucht, um am Standort weiter unterrichten zu können. Zusätzlich wurden beispielsweise die Fächer Türkisch und türkische Landeskunde angeboten, um der Fluktuation entgegenzuwirken. Das schien zunächst ein erfolgreicher Ansatz zu sein, doch die Zunahme an Schülern mit Migrationshintergrund (bis zu 40 % pro Klasse) führte zu einem weiteren Rückgang der Schülerzahlen. Zum Schuljahresbeginn 1989/90 wurde kein neuer Jahrgang mehr aufgenommen.

### Orientierungsstufe Franzsches Feld
An der Hauptschule Franzsches Feld wurden zum Schuljahresstart 1972/73 keine Schüler aus den Grundschulklassen aufgenommen, weil zum Schuljahr 1974/75 eine Orientierungsstufe eingeführt wurde. In der fortan Orientierungsstufe Franzsches Feld genannten Schule wurden die Jahrgangsstufen 5 bis 6 unterrichtet und war im Trakt B untergebracht. Sie bestand bis 1991 und wurde nach der Entstehung der IGS an die Schule am Bültenweg verlagert. Hier wurde sie in reduziertem Umfang dreizügig bis zum Schuljahr 2003/04 fortgeführt. Die Schulart diente der Einstufung in drei (zuvor vier) Niveaustufen. Allerdings ging dieses Konzept nicht auf, da sich die Schüler in den unteren Stufen als ausgegrenzte ansahen und ihnen ein Weg zur Haupt- oder Sonderschule vorprogrammiert schien. Daher wurde die Orientierungsstufe in Niedersachsen im Jahr 2003 wieder abgeschafft.

## Auszeichnungen und Engagement

### Deutscher Schulpreis
Am 11. Dezember 2006 wurde der IGS FF ein mit 10.000 € dotierter zweiter Preis des Deutschen Schulpreises verliehen.

### Sally-Perel-Preis für Respekt und Toleranz
2015 erhielten Schüler der zehnten Jahrgangsstufe den nach Sally Perel benannten und mit insgesamt 3.000 € dotierten „Sally-Perel-Preis für Respekt und Toleranz“ für ihr Projekt „Schüler helfen Flüchtlingskindern“. Schirmherr für den „Sally-Perel-Preis“, der insbesondere das Engagement junger Menschen gegen Rassismus und Gewalt belohnt, ist seit 2015 Ulrich Markurth.

### Weitere Projekte

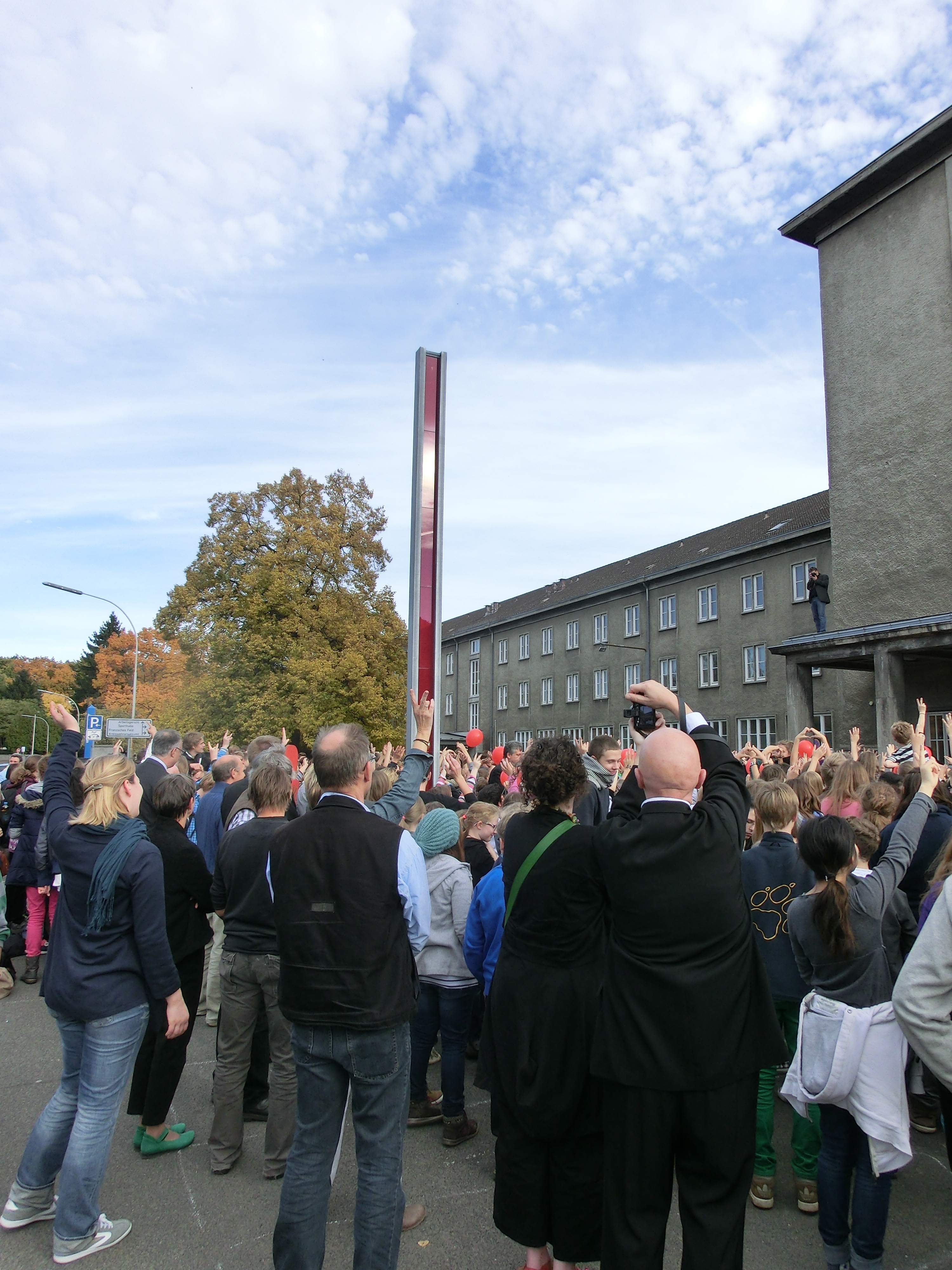
Stele für Toleranz (Einweihung am 18. Oktober 2012)

- Die IGS Franzsches Feld ist Mitglied im Schulverbund Blick über den Zaun, welche das Ziel verfolgt, im wechselseitigen Austausch voneinander zu lernen und einander somit zu unterstützen.[24]
- Weiterhin hat die Schule einen eigenen Solarverein für den Klimaschutz gegründet.[25] Im Rahmen des Klimaschutzes war die IGS Franzsches Feld im Jahre 2011/2012 die Partnerschule der Autostadt Wolfsburg um das Projekt „Die Errichtung einer Solartankstelle für Elektrofahrräder“ zu unterstützen.
- Außerdem beteiligt sie sich am „Netzwerk Toleranz“. Dafür ließ die IGS Franzsches Feld eine entsprechende sechs Meter hohe und mit roten Glaselementen ausgefüllte Stele der Toleranz des Künstlers Karl-Martin Hartmann aufstellen,[26] die am 18. Oktober 2012 feierlich eingeweiht wurde.[27] Weitere dieser Stelen befinden sich in Deutschland, Estland, Italien und den Vereinigten Staaten von Amerika.
- Auch sozial ist die IGS Franzsches Feld stark engagiert und beteiligte sich gemeinsam mit einem französischen Lycee aus Straßburg an einem Projekt, in dem Fühlbücher für einen kleinen, von Geburt an blinden Jungen hergestellt wurden.
- Zertifizierung als MINT-Schule im Jahr 2012 für das Angebot im Bereich der MINT-Fächer (Mathematik-Informatik-Naturwissenschaften-Technik) durch das Projekt MINT Zukunft schaffen.[28]

### Theater AG
Bekannt ist die Theater AG für ihre Musiktheatergruppe „jetztodernie“. Diese führt jedes Jahr ein Musical in der Brunsviga auf. In den letzten Jahren waren es folgende Stücke:
- 2012: Shockheaded Peter, die Junkoper zum Struwwelpeter; nach Phelim McDermott, Julian Crouch und Martyn Jaques.
- 2013: Scuderi frei nach der Novelle von E. T. A. Hoffmann, Das Fräulein von Scuderi. Musikalische Leitung – Felix Goltermann, Regie – Kaja Brandenburger.
- 2014: Zum Sterben schön – ein Musical für die Ewigkeit von Marc Schubring und Wolfgang Adenberg.[29] Musikalische Leitung – Felix Goltermann, Regie – Kaja Brandenburger.
- 2015: Alice im Wunderland (Basierend auf Lewis Carrolls Erzählung Alice im Wunderland) – Inszeniert nach einer Bühnenversion von Henry Mason und Thomas Zaufke aus dem Jahr 2012.[30]
- 2016: Tom Sawyer und Huckleberry Finn (Nach den Erzählungen Mark Twains über Huckleberry Finn) – Drehbuch und Texte: John von Düffel nach Entwürfen von Kurt Weill und Maxwell Anderson aus dem Jahr 1950.[31]
- 2017: Lucky Duck Deutschlandpremiere des Musicals des amerikanischen Songschreibers Bill Russell und des Dramatikers Jeffrey Hatcher aus dem Jahr 2004, das auf der Geschichte des Märchen Das hässliche Entlein von Hans Christian Andersen aufbaut.
- 2018: Spring Awakening, ein Musical von Duncan Sheik und Steven Sater, nach dem Drama Frühlings Erwachen von Frank Wedekind.[32]
- 2019: Es liegt in der Luft (Ein Spiel im Warenhaus), eine Musikrevue in 24 Bildern, die mit Texten von Marcellus Schiffer und Musik von Mischa Spoliansky aus dem Jahr 1928.
- 2020: mehr … Vom Fischer, seiner Frau und der Suche nach Glück! mit Texten von Kevin Schroeder und Musik von Marc Schubring aus dem Jahr 2017.

## Bekannte Schüler
- Kaja Brandenburger, Theaterpädagogin
- Gisa Flake (* 1985), Schauspielerin[33]
- Tobias Rau (* 1981), Fußballspieler
- Dennis Schröder (* 1993), Basketballspieler[34]
- Phillip Tietz (* 1997), Fußballspieler[35]